# Föhn
Föhn (av tyska Föhn och ytterst av latin favonius, ’ljum’) är en varm torr vind som förekommer i anslutning till bergryggar. Begreppet härrör ursprungligen från Alperna men används numera inom meteorologin för att beteckna denna typ av vindar i allmänhet.
När luften tvingas uppför en bergsluttning tar den med sig vattenånga som delvis kondenserar och avges i form av nederbörd. När luften sedan sjunker igen, blir uppvärmningen större än den tidigare avkylningen (på grund av det lägre vatteninnehållet) och en varm, torr vind blir resultatet.
Vinden har också givit namn till en varmluftshårtork och sedermera till begreppet hårföning.
Trots det överordnade begreppet Föhn förekommer olika lokala beteckningar för samma fenomen, till exempel Chinook Winds i Klippiga bergen, Puelche i Chile samt Zonda i Argentina.